# Rasmus Dahlin
Rasmus Dahlin (ur. 13 kwietnia 2000 w Trollhättan, Szwecja) – hokeista szwedzki, gracz ligi NHL, reprezentant Szwecji.

## Kariera klubowa
- Frölunda HC (2015 – 2018)
- Buffalo Sabres (9.07.2018 – )

Wybrany w NHL Entry Draft 2018 jako nr 1 przez Buffalo Sabres. W lidze NHL zadebiutował 4 października 2018. We wrześniu 2021 ogłoszono, że przedłużył kontrakt z klubem o trzy lata.

## Kariera reprezentacyjna
- Reprezentant Szwecji na MŚJ U-20 w 2017
- Reprezentant Szwecji na IO w 2018
- Reprezentant Szwecji na MŚJ U-20 w 2018

## Sukcesy
Indywidualne
- Debiutant miesiąca NHL - listopad 2018

Reprezentacyjne
- Srebrny medal z reprezentacją Szwecji na MŚJ U-20 w 2018

Klubowe
- Mistrzostwo Hokejowej Ligi Mistrzów z zespołem Frölunda HC w sezonie 2016-2017